# Scindapsus rupestris
Scindapsus rupestris är en kallaväxtart som beskrevs av Henry Nicholas Ridley. Scindapsus rupestris ingår i släktet Scindapsus och familjen kallaväxter. Inga underarter finns listade.